# Cultura de Nacada

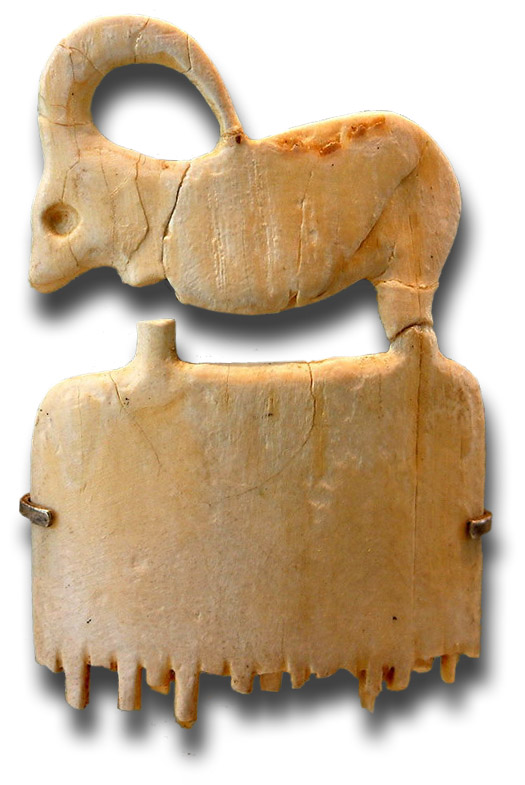
Pente nacadano

O período nacadano (4000-3 000 a.C.) é caracterizado pela gradual evolução de tradições econômicas e sócio-culturais, maior hierarquização social evidenciada por diferenças crescentes em complexidade, tamanho e espólio tumular, trabalho artesanal mais elaborado e uma intensa agricultura mista no Vale do Nilo; no deserto há um estilo de vida nômade ou semi-nômade baseada no pastoreio, caça e coleta vegetal. É um momento de grande uniformidade em todo o Egito: "Uma das coisas mais impressionantes e intrigantes sobre o Antigo Egito é a aparente rapidez e abrangência com que centenas de aldeias desconexas e funcionalmente semelhantes foram transmutadas em uma unidade social, econômica e política organizada - o primeiro estado egípcio. Esta transmutação começou a cerca de 4 000 a.C., no sul e rapidamente se espalhou para o norte, abrangendo a maioria do Egito em 3 000 a.C."; "Em 4 000 a.C. o solto conjunto de artefatos indicativos da fase cultural Nacada I esteve em uso em grande parte do Vale do Nilo; pela fase de desenvolvimento conhecida como Nacada III, quase 600 anos antes do período faraônico, uma série de objetos típicos estava em uso em todo o país".

## Cultura de Amira (Nacada I)

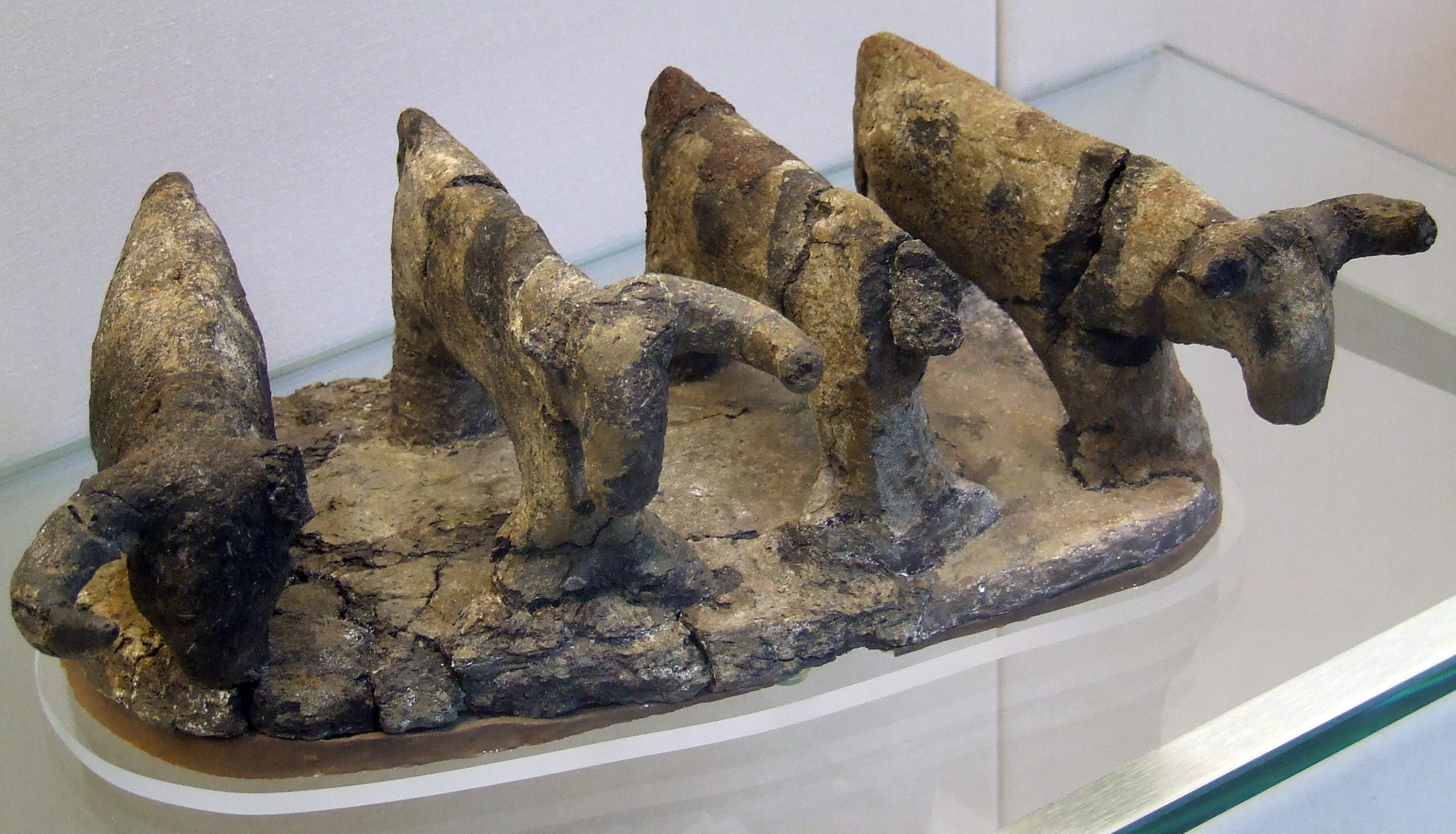
Modelos de barro representando bovinos

A cultura de Amira (Nacada I) durou de 4000-3 500 a.C. e foi principalmente atestada nos sítios de Amira (o primeiro sítio genuinamente amiratiano) e Nacada, embora tenha subsistido em outros sítios importantes (Hieracômpolis, Abidos, etc.). Este período assiste à ascensão de elites regionais poderosas como evidenciado pelo espólio tumular sofisticado localizado em diversos cemitérios amiratianos (especialmente o cemitério T de Nacada), contudo, como este processo ocorreu no Alto Egito é inconclusivo: alguns argumentam que a adoção de um estilo agrícola plenamente sedentário no Alto Egito, em vista da imprevisibilidade das cheias do Nilo, obrigou cidades e povoações unirem-se entre si em um sistema inter-regional que propiciou mudanças importantes nas condições econômicas e competição socioeconômica, além disso, impulsionou o gradativo surgimento de estados regionais e uma elite dominante (vinculada a seu poder político por formas ativas e simbólicas) dotada de contingente militar que geriu o novo meio econômico; outros argumentam que tal processo foi consequência da grande especialização artesanal ocasionada pelo comércio com regiões distantes (Oriente Próximo, Núbia).

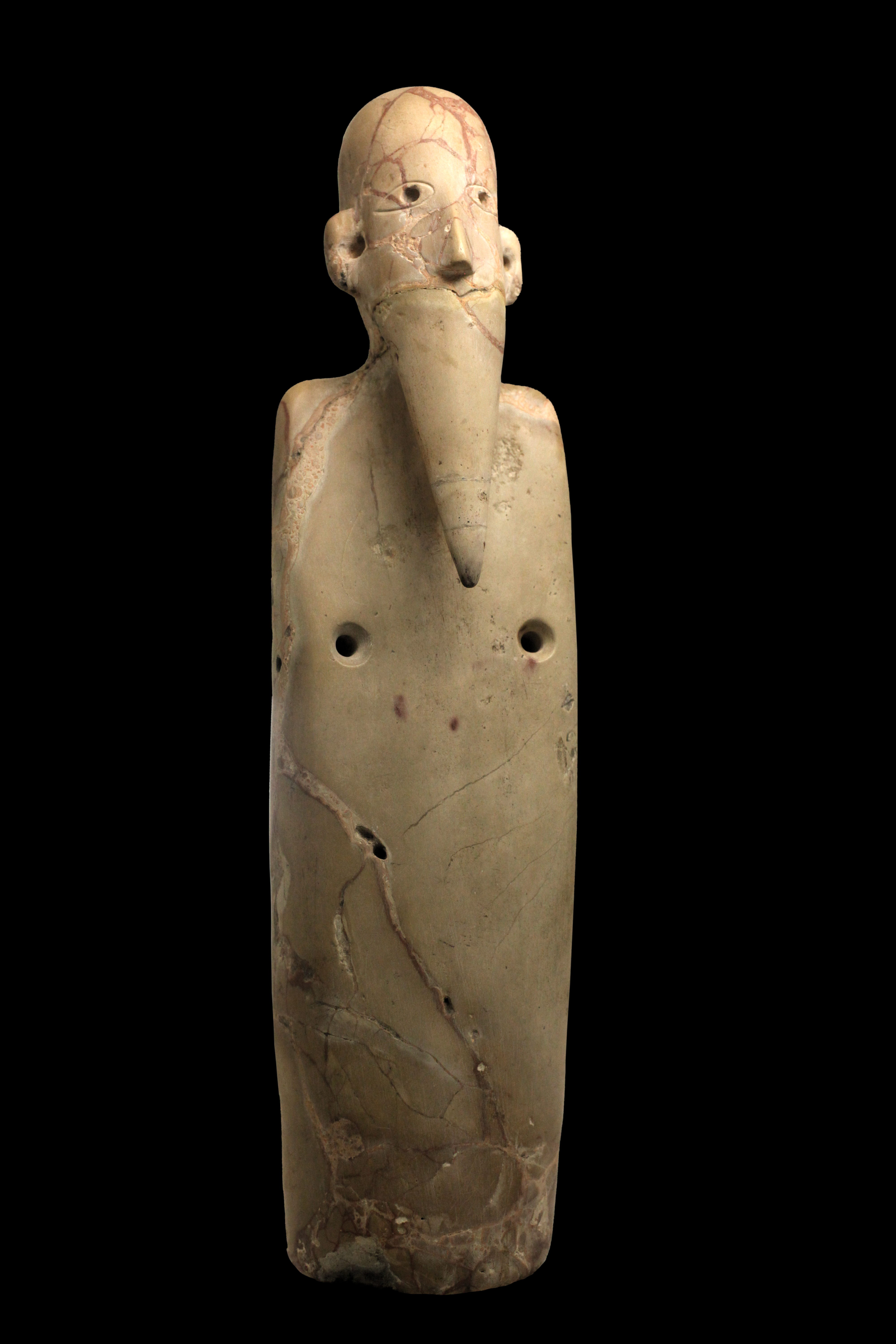
Figurinha representando homem barbudo

Muitos sítios evidenciam fases ocupacionais distintas (o que indica que foram sazonais) e suas residências foram produzidas no estilo pau a pique ou com paredes de vime, embora haja evidências de que no final do período as edificações foram erigidas utilizando-se tijolos. Os sepulcros amiratianos eram covas ovais onde os mortos eram depositados contraídos com a cabeça para o sul e o corpo para a esquerda, vestiam tangas, eram forrados por esteiras e, por vezes, possuíam almofadas de tecido ou couro sob a cabeça; enterros mais ricos possuíam projetos de sarcófagos de madeira ou argila e possuíam numeroso espólio tumular. Enterros de bovinos são evidenciados tendo estes possivelmente atendido a exigências rituais, pois em muitos túmulos ricos foram encontrados chifres.
A cerâmica vermelha com parte superior preta continuou a ser produzida embora a tendência foi de vasos vermelhos com decoração abstrata (geométrica) ou figurativa (animais, pessoas, barcos); decaiu entre D. S. 30 e 39 no sistema de Datação Sequencial de Petrie. Foram produzidos manufaturados em osso e marfim (colheres, furadores, pentes, punções, agulhas, figuras humanas com barba triangular e toca), pedra (lâminas bifaciais com borda serrilhada, facas romboidais, cabeças de clavas discoides, vasos de basalto, contas de cornalina, paletas geométricas e zoomórficas de grauvaque e ardósia) e cobre (pinos, arpões, grânulos, pulseiras e imitações de ferramentas), assim como faiança e esteatita vítrea.

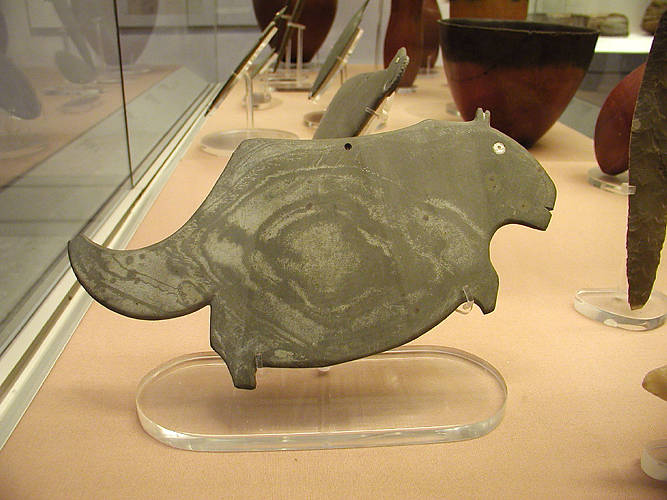
Paleta cosmética zoomórfica

A economia era baseada na caça (gazelas, gansos, hipopótamos, crocodilos, elefantes, avestruzes), pesca, pecuária (ovinos, caprinos, suínos, bovinos, cães), agricultura (trigo, cevada, linho, ervilhas, ervilhacas, frutas) e comércio (obsidiana, cobre, vasos lápis-lazúli) com o Oriente Próximo (Palestina, Mesopotâmia, Afeganistão), Núbia e oásis. A cidade de Nacada era conhecida na antiguidade como "Nubt", que significa ouro, o que possivelmente indica que tal local prosperou durante o período graças a extração de tal minério do deserto.

## Cultura Gerzeana (Nacada II)

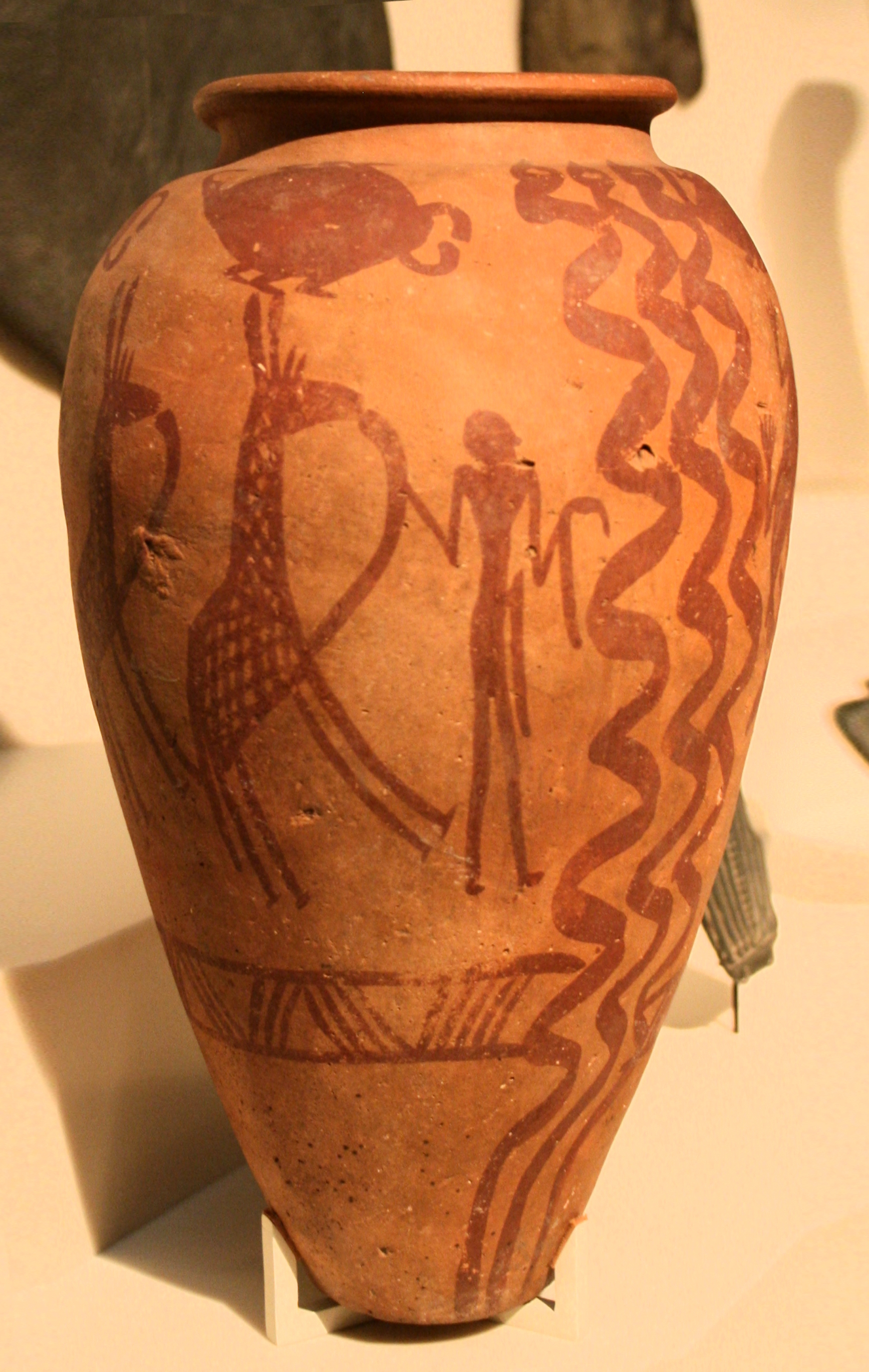
Cerâmica gerzeana

A cultura Gerzeana (Nacada II) desenvolveu-se de 3500-3 200 a.C. nas regiões antes dominadas pelos amiratianos (a cultura de Amira prosperou por mais um tempo na Núbia) em um momento em que a precipitação médio regrediu no Egito o que influi em como o deserto foi incorporado à cultura. Neste período o número de assentamentos é reduzido e a então dominante Nacada é superada e possivelmente conquistada pela cidade de Hieracômpolis (mais ao sul); os sítios (agora murados com paredes de tijolos) e cemitérios assistiram um aumento considerável como resultado do comércio com o exterior, desenvolvimento urbano, cultural e social, expansão territorial, crescente poder das elites regionais (monopólio comercial, guerras, ideologia e controle de recursos estratégicos) e formação de grandes reinos no Nilo (Nacada, Hieracômpolis e Abidos são os principais) que conflitaram entre si por hegemonia e melhor acesso a terras férteis; centros urbanos como Guebeleim e Abadia são eclipsados. A deterioração das condições climáticas possivelmente provocou migrações maciças das populações do deserto que, em meio a convergência com os habitantes do Nilo, provocaram a expansão da população e a necessidade de uma maior organização social para que houvesse adequada produção de alimentos.

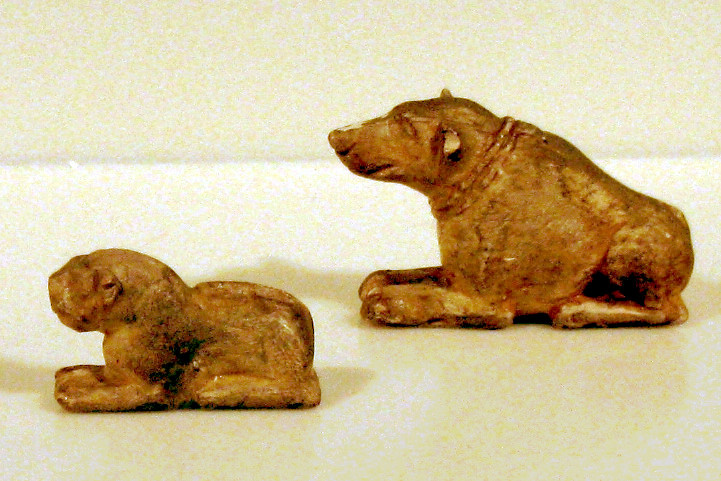
Estatuas de leões em marfim

Os túmulos nacadanos mais simples eram covas retangulares, ovais ou circulares com pouco espólio tumular; os mais elaborados eram retangulares e possuíam compartimentos construídos com tijolos para armazenamento do espólio. Caixões feitos com madeira ou cesta forrada com barro foram utilizados em inumações adultas, além disso, os corpos eram forrados com esteiras ou panos de linho; crianças eram sepultadas em vasos de cerâmica.
A economia foi baseada na agricultura (trigo, cevada, linho), pecuária (bovinos, caprinos, ovinos, suínos, burros, e cães), pesca, caça (perdeu muito de sua importância), extração mineral (cobre e ouro) e comércio (marfim, ébano, ouro, cobre, incenso, peles de gatos selvagens, óleos, pedras e conchas importados; alabastro, contas de ouro, faiança, lâminas, "cabeça bovídea" exportados). Partindo do pressuposto de que a população do Nilo era insuficiente para a irrigação artificial das lavouras, tal processo ocorria por meio de diques e bacias naturais, no entanto, há aqueles que imaginam que pequenos diques e canais foram erigidos para melhorar a distribuição da água. Durante Nacada II houve um intenso comércio de contas de lápis-lazúli entre o Egito e a Mesopotâmia que pode ser dividido em duas fases: na primeira fase o contato comercial provinha de uma rota pelo norte através da Palestina e outra pelo sul através de Hama; na segunda fase há contatos comerciais com assentamentos comerciais (Habuba Kabira e Tell Brak) no norte da Mesopotâmia. No momento da expansão gerzeana rumo ao Delta a influência do Alto Egito sobre o o norte do Sinai.

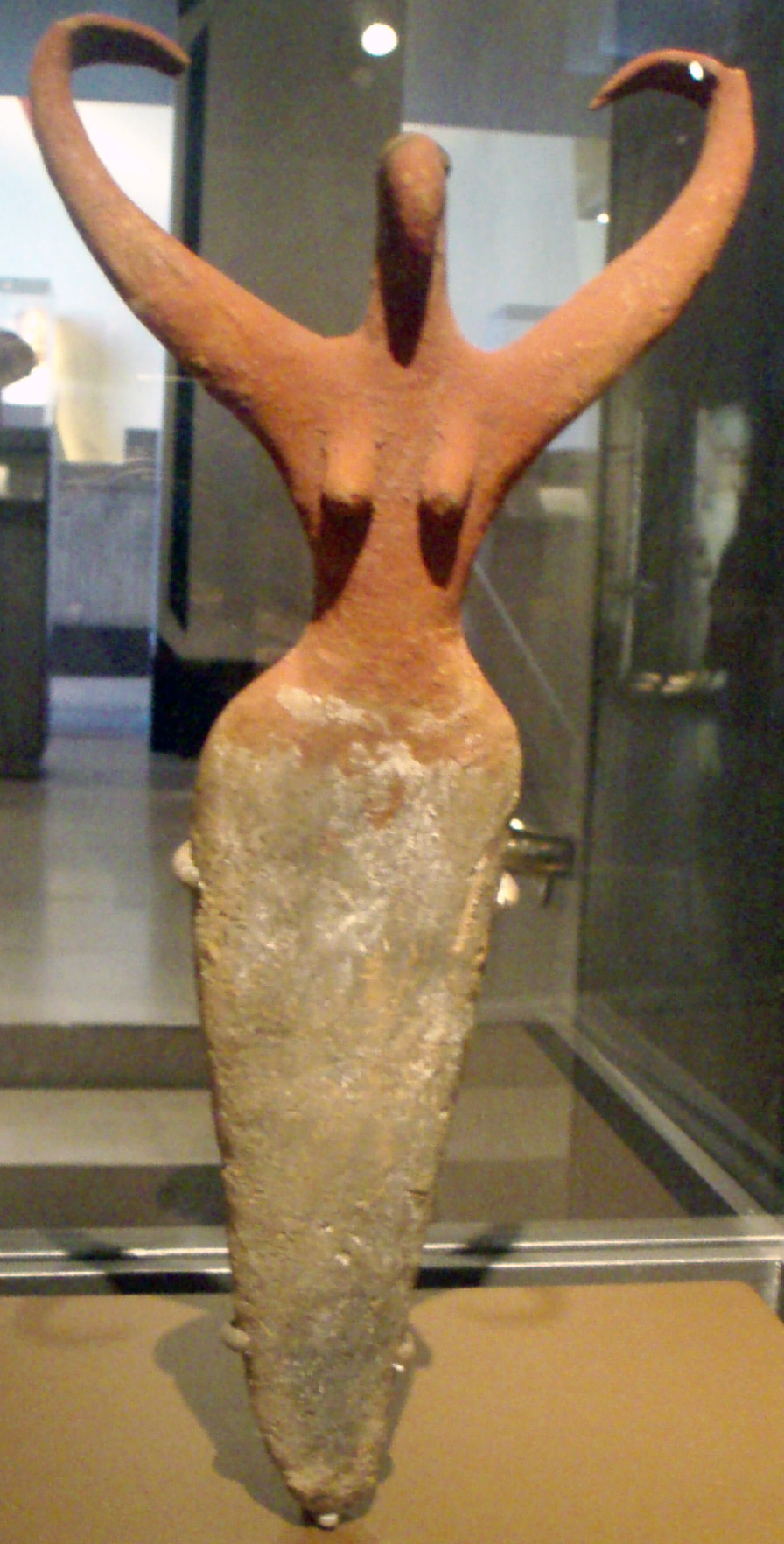
Estatuário feminino gerzeano

É evidente com base nos achados arqueológicos que no seio da sociedade gerzeana havia número ascendente de artesãos especializados que produziam produtos consumidos pela elite e também pelo comércio com o Oriente Próximo; estilos decorativos (bovinos, barcos) e artísticos (formas e tamanhos) característicos da civilização egípcia começam a ser aprimorados durante o período como evidenciado nos ornamentos da tumba 100 de Hieracômpolis (jazigo de um grande líder local); o sentimento religioso egípcio começa aflorar terminantemente (o primeiro templo egípcio é erigido em Hieracômpolis).
À cerâmica é atribuída valores de D. S. 40 a 62, além disso, é evidente sua diferença em relação aos estilos anteriores. Um nova textura, conhecida como "marl", é desenvolvida a base de carbonato de argila e cálcio; novos estilos (cerâmica D, L, R, e W) são criados: a cerâmica D é marrom-escuro sobre fundo creme com motivos decorativos abstratos (geométricos, barcos), animais e humanos pintados; a cerâmica R é marrom-avermelhada, temperada com palha, polida e decorada com motivos incisos; a cerâmica L é cinza-esverdeada ou rosa, temperada com areia e polida; a cerâmica W é produzida a partir de modelos maadianos tendo evoluído de formas globulares co alças distintas para formas cilíndricas com alças pequenas ou pintadas.

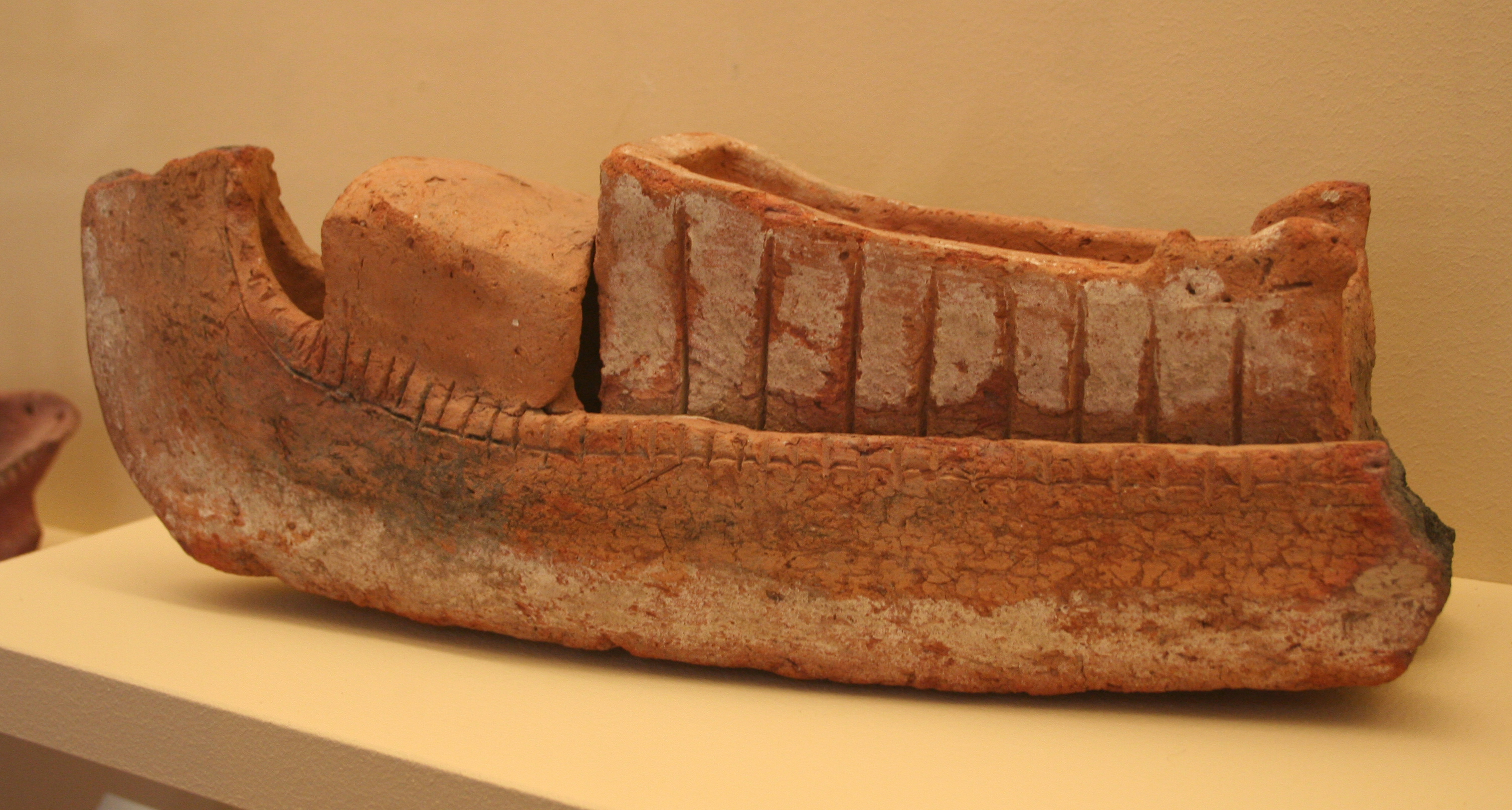
Modelo de barco em argila

Durante o período a gama de matérias primas utilizadas expande-se vertiginosamente: pedras coloridas, granito, sílex, calcário, alabastro, mármore, serpentina, basalto, brecha, gnaisse, diorito, calcita e gabro; a indústria lítica é composta por buris, lascas retocadas, raspadores finais, perfuradores, ferramentas apoiadas, cabeças de machados, bifaciais e entalhes. Paletas cosméticas (com relevo), vasos não-cerâmicos (pedra, marfim, cobre), joias (lápis-lazúli, conchas, faiança, madeira, marfim) armas, cabeças de clava em forma de pera, alfinetes (osso), pentes (madeira, osso, marfim) e figuras antropomórficas e zoomórficas (terracota) são visíveis entre os achados; uso de cobre (adagas, facas, enxós, machados, pontas de lança, arpões, anzóis, agulhas, anéis, pequenas ferramentas e ornamentos), ouro e prata é acrescido; esferas de ferro meteorítico são os mais antigos exemplos do uso de ferro no mundo.

## Cultura Semaineana (ou Nacada III)

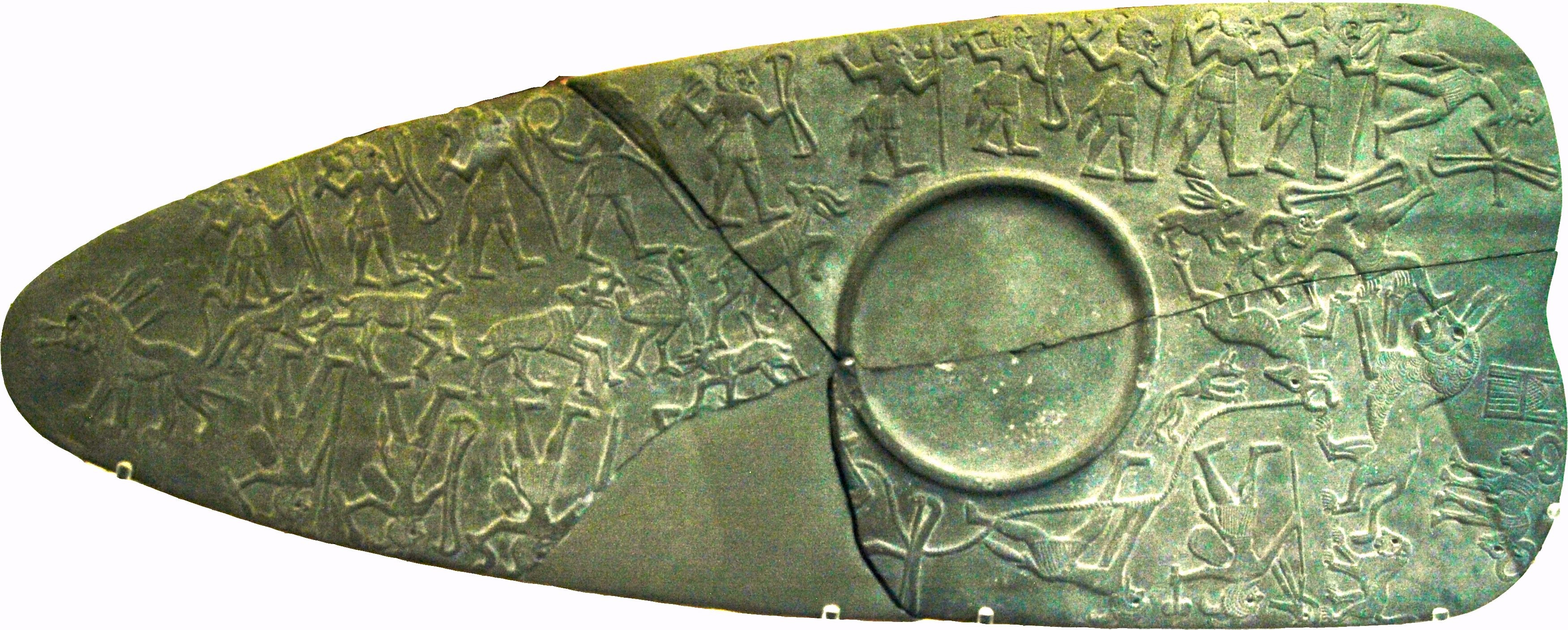
Paleta dos Caçadores

A Cultura Semaineana (Nacada III) desenvolveu-se de 3200-3 000 a.C., (período idêntico ao período protodinástico do Egito) tendo sido marcado pelo surgimento dos primeiros hieróglifos, sereques, narrativas gravadas em paletas, cemitérios realmente reais e irrigação, assim como pela unificação e formação do Estado egípcio; a elite egípcia estava neste instante completamente estabelecida, muitos sítios do Delta dedicaram-se exclusivamente ao comércio com o Oriente Próximo e neste momento o maior centro de poder era Abidos, embora Hieracômpolis tenha mantido muito de seu poder devido a seu acesso privilegiado as rotas comerciais do sul, assim como as minas da Núbia. Uma conotação puramente contextual (dinastia 0) é empregada para agrupar todos os até então conhecidos líderes egípcios de Nacada IIIb-IIIc, embora deve ser citado que estes não formaram uma dinastia concreta. Embora não totalmente aceite entre os egiptólogos, o termo dinastia 00 por vezes é atribuído para distinguir todos os líderes regionais atestáveis no Egito entre o período Nacada IIc-IIIa2.

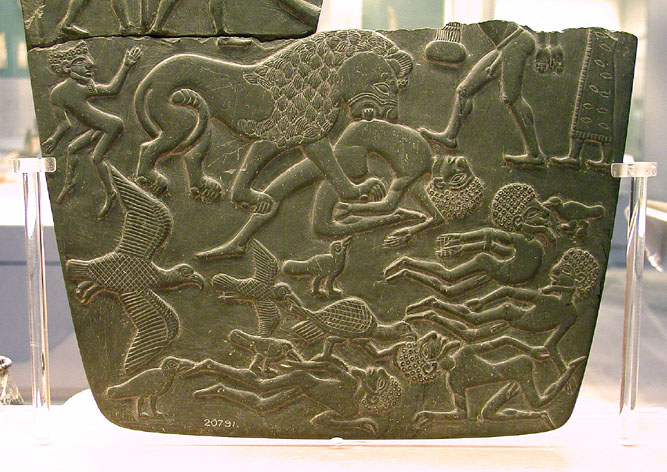
Paleta do Campo de Batalha

Atualmente o processo de unificação do Alto e Baixo Egito é um fato ainda não conclusivamente compreendido, tendo deste modo surgido diversas teorias acerca de possíveis meios para que tal fato ocorresse: formação de Mênfis (adquiriu notória importância como centro comercial, administrativo e cultural) dominação gradual (mesopotâmica, núbia, deltaica ou do Alto Egito), integração regional (alianças, guerras e trocas culturais), comércio (o que explicaria a razão pela qual alguns sítios do Delta foram abandonados), pressões populacionais (do sul para o norte) ou uniformidade religiosa.

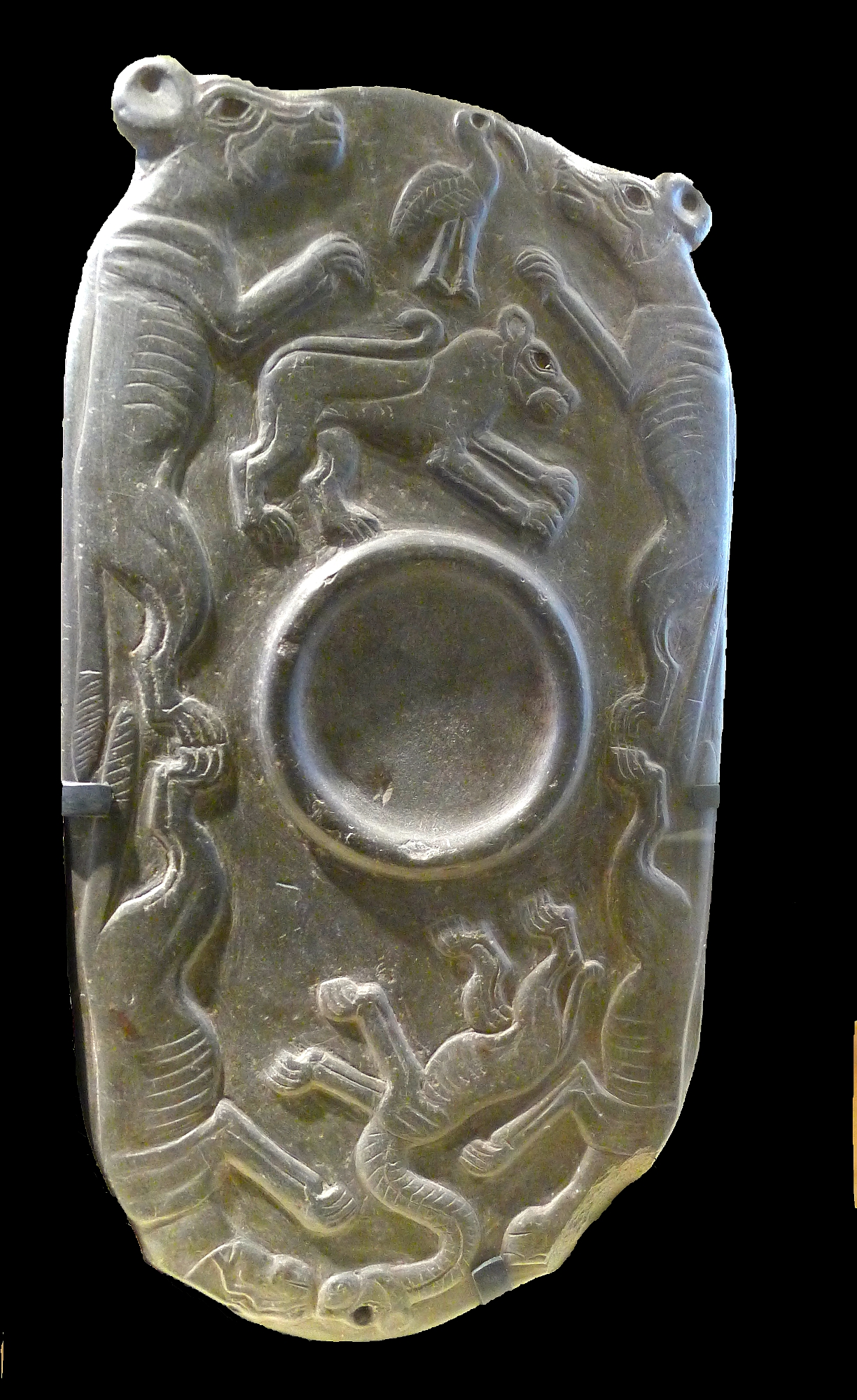
Paleta dos Cachorros

Os principais centros políticos do período são Elcabe, Hieracômpolis e Abidos, embora possivelmente outros Estados tenham surgido em torno de centros como Buto (não deixou de ser ocupado) no Delta, Abadia, Tinis e Mênfis (seu cemitério localizava-se em Sacará) no Alto Egito, Seiala e Custul na Baixa Núbia; Nacada foi possivelmente politicamente incorporada por outro Estado; possivelmente estes Estados delinearam os chamados nomos, divisão administrativa do Egito na antiguidade. Os túmulos tornam-se cada vez mais ricos tendo sido construídos com tijolos e os mortos foram depositados em sarcófagos de madeira ou argila de forma contraída para a esquerda e com a cabeça para o sul; há frequência de inumações múltiplas e de crianças e os mortos eram acompanhados com rico e diversificado espólio tumular.
Os nômades do deserto oriental, possivelmente, devido a degradação das condições ambientais locais, atuaram como intermediadores do comércio do Egito com regiões do Oriente Próximo. Uma acentuada elevação da produção agrícola durante o período devido ao maior número de áreas cultivadas e da melhoria das habilidades empregadas. Marcas e sereques em vasos são possíveis indicações de práticas administrativas; possivelmente o sistema de nomos começou a surgir neste momento.
Costumes religiosos (uso de estelas) assim como alguns deuses do panteão egípcio começaram a surgir durante o período: Hórus, Bat, Seti, Necbete e Min. Segundo estudos, constatou-se que a escrita hieroglífica começa a surgir durante o período (possivelmente baseada na escrita mesopotâmica) tendo sido estritamente homogênea em todo o Egito; arte e iconografia, ambas representadas em paletas cosméticas, também têm seus primeiros exemplos.

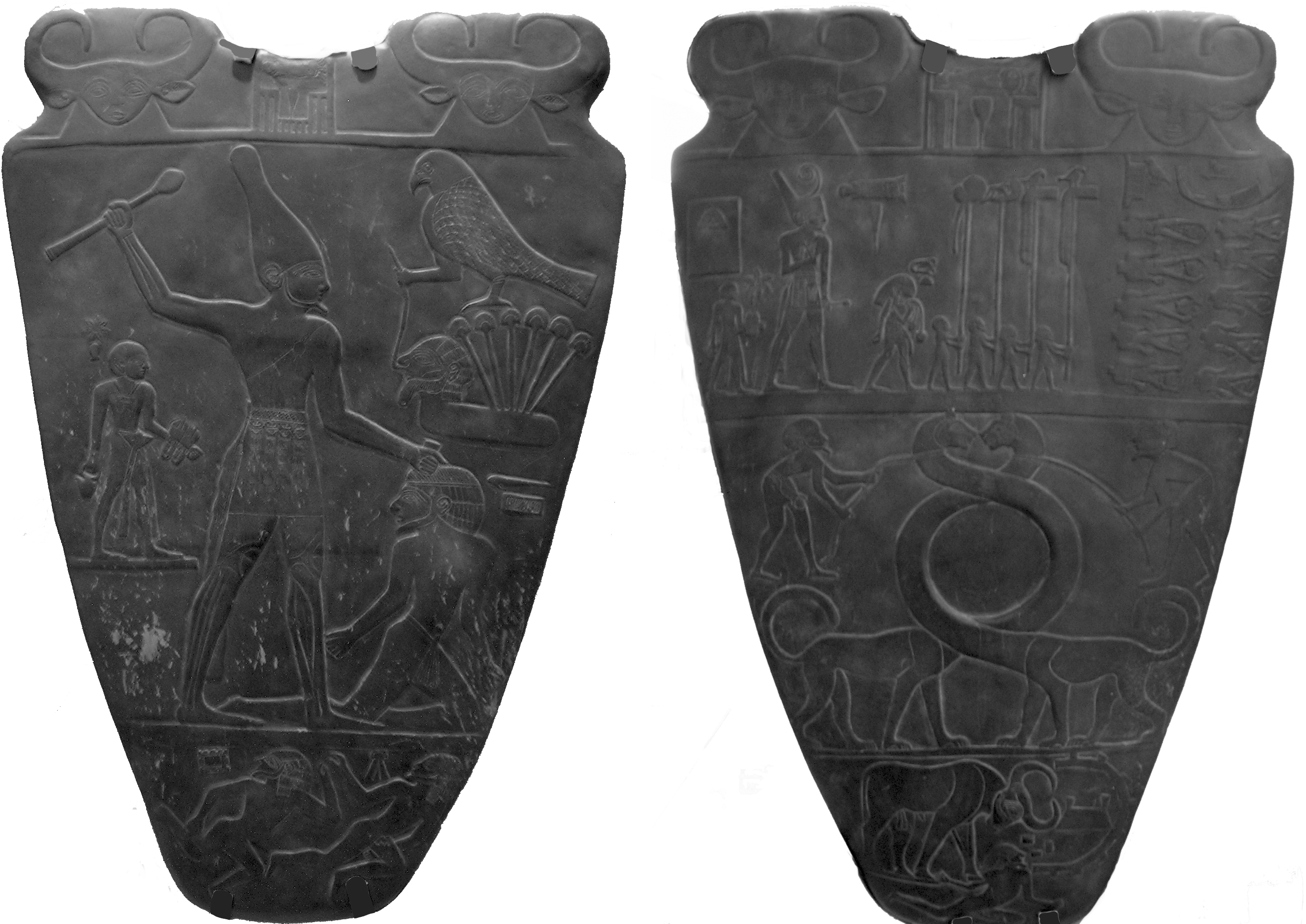
As duas faces da Paleta de Narmer. Nela é representada a suposta unificação do Alto e Baixo Egito.

Cerâmicas incisas, paletas (sobretudo a Paleta Líbia) e um grafite nos Colossos de Copto forneceram os nomes de possíveis reis locais que reinaram até a ascensão dos reis tinitas: Órix, Concha, Peixe, Elefante, Touro, Boi I (?) Cegonha, Canídeo, Boi II, Escorpião I, Falcão I, Mim + planta [...] Falcão II, Leão, Falcão Duplo (e sereques no Sinai e delta) [...] Iri-Hor, Cá, Escorpião II, Narmer; talvez houve dois Touros, o dos colossos (Touro I) e outro da Paleta do Touro (Touro II); Escorpião I, cuja tumba (U-j, Abidos) tinha muitos bens e os primeiros hieróglifos sabidos, foi associado a um grafite de Gebel Tjauti, no deserto entre Abidos e Nacada, que exibe possível vitória sobre outro rei. Há também outros achados com sereques: Hate-Hor (túmulo 1702 em Tarcã), Ni-Hor (Tora e Tarcã), Hedju-Hor (delta Oriental e Tora) e Crocodilo (túmulos 315, 414 e 1549 de Tarcã), que acaso foi usurpador no tempo de Narmer. Alguns dos primeiros faraós tiveram seus jazigos detectados: Iri-Hor (túmulo B1-B2, Abidos), Cá (túmulo B7-B9, Abidos), Escorpião II (quem sabe 4ª camada do túmulo B50 em Abidos ou túmulo 1 do local 6 em Hieracômpolis) e Narmer (túmulo B17-B18, Abidos).

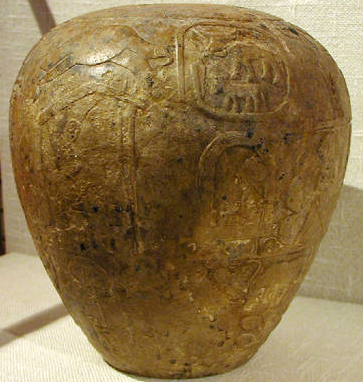
Cabeça de clava de Narmer

Outro grafite de Gebel Xeique Solimão e duas cabeças de clavas pertenceram ao rei Escorpião II. Evidências apontam que ele tentou unificar militarmente o Egito, mas conseguiu apenas ampliar seus domínios até Mênfis. O reinado do governante seguinte, Narmer, é caracterizado por marcante evolução em diversos aspectos culturais egípcios. Segundo teorias clássicas, foi durante seu reinado que o Egito unificou-se, tendo sido considerado como o primeiro rei dinástico; foi possivelmente o único a terminar a contínua rivalidade dos líderes abideno-tinitas com aqueles de Hieracômpolis, presumivelmente através do reconhecimento da autoridade da última com concessões do rei às famílias locais poderosas. Em Hieracômpolis foram identificados diversos artefatos pertencentes a Narmer, entre eles sua cabeça de clava, sua paleta e um cilindro de madeira com decoração incisa.